# Bazylika archikatedralna Wniebowzięcia Najświętszej Maryi Panny i św. Andrzeja we Fromborku
Bazylika archikatedralna Wniebowzięcia Najświętszej Maryi Panny i św. Andrzeja we Fromborku – gotycki kościół we Fromborku przy ul. Katedralnej 8, zbudowany w latach 1329–1388 jako trójnawowa bezwieżowa hala z wydłużonym prosto zamkniętym prezbiterium. Powstała na ufortyfikowanym wzgórzu (obecnie Wzgórze Katedralne), w miejscu dawnej drewnianej świątyni, pełniącej wcześniej rolę katedry. Miejsce pochówku Mikołaja Kopernika (1543).
16 września 1994 obiekt został wpisany na listę pomników historii. Bazylika udostępniana jest zwiedzającym przez Muzeum Pomnika Historii Frombork Zespół Katedralny. Odbywają się w niej kolejne edycje Międzynarodowego Festiwalu Muzyki Organowej we Fromborku. W sąsiedztwie znajduje się dawna rezydencja biskupia oraz kanonie.

## Historia

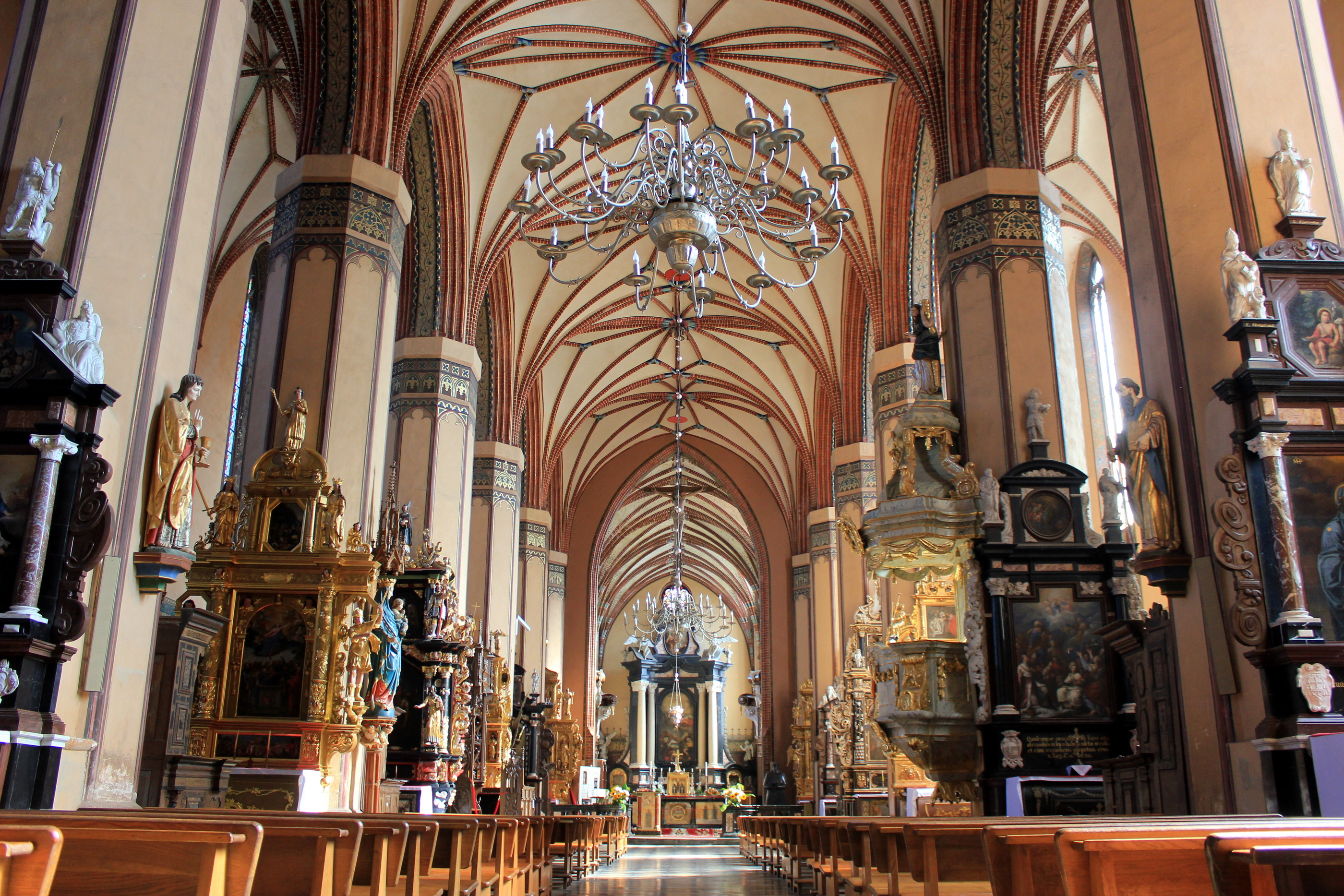
Wnętrze archikatedry

Pierwsza drewniana katedra wybudowana została w 1288. Posiadała tytuł Ecclesia Warmiensis, czyli była głównym kościołem diecezjalnym. Obecna trójnawowa bezwieżowa hala z wydłużonym prosto zamkniętym prezbiterium została zbudowana w latach 1329–1388, ma długość 90 m i wysokość 16,5 m. Pod koniec XVI w. dobudowano strzelistą renesansową sygnaturkę, a w 1638 umieszczono zegar kościelny. Do południowej elewacji katedry dobudowano dwie kaplice: gotycką kaplicę św. Jerzego na przełomie XV i XVI w. oraz w 1735 roku kaplicę Zbawiciela, zwaną również kaplicą świętych relikwii. W latach 1887–1891 przeprowadzono gruntowną renowację wnętrza katedry, które uzyskało obecny wygląd. Powstała wówczas polichromia, której autorem był Justus Bornowski z Elbląga. W prezbiterium pozostawiono fragmenty późnogotyckiego malowidła przedstawiającego ojców kościoła oraz herb biskupa Mikołaja Tungena.

## Wyposażenie wnętrza

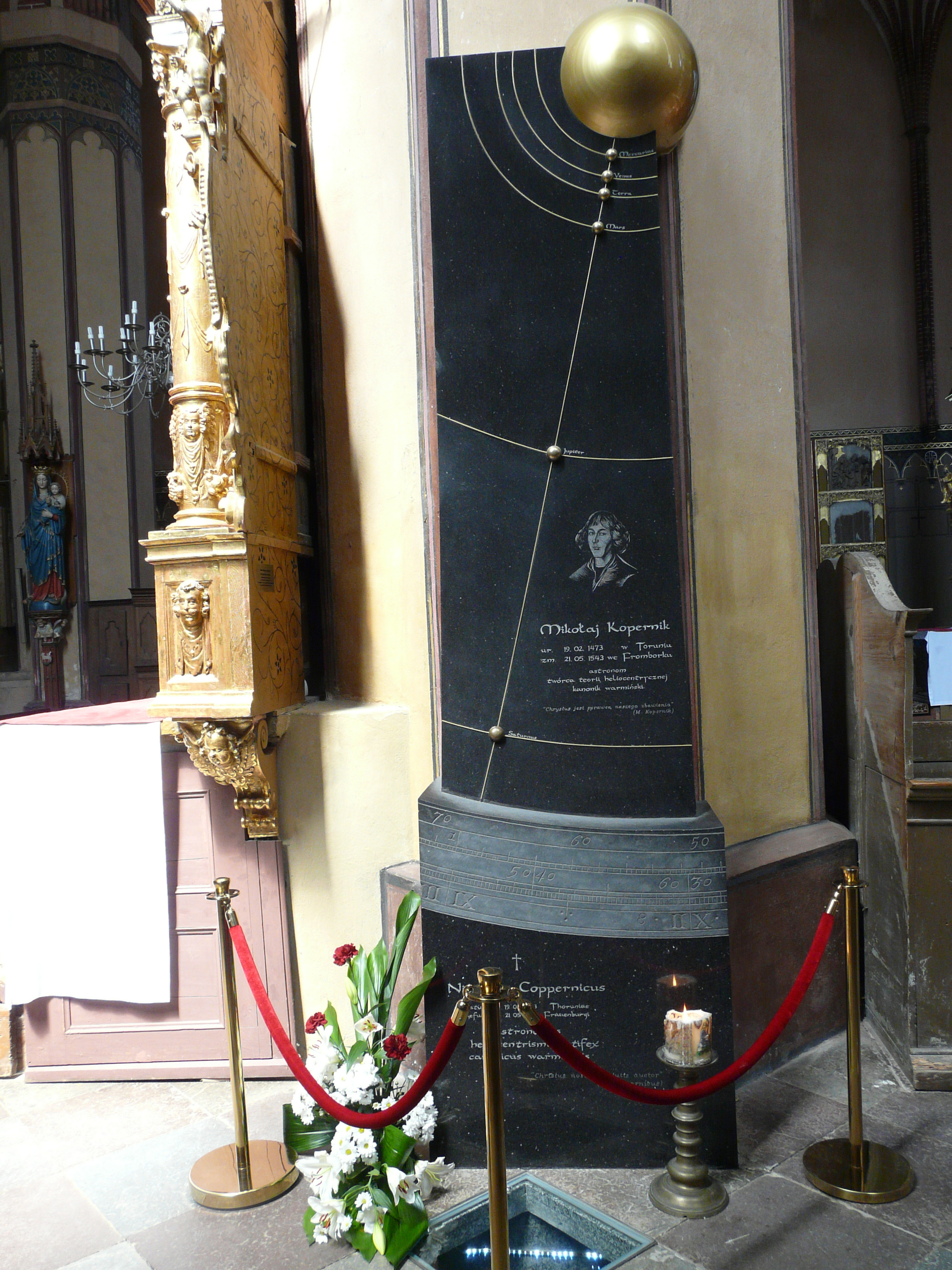
Grobowiec Kopernika

### Ołtarze
- ołtarz główny (obecny) zrealizowany został w latach 1747–1752 staraniem biskupa Adama Grabowskiego. Elementy ołtarza z czarnego i różowego marmuru wykonali kamieniarze w Dębniku według projektu Franciszka Placidiego. W polu środkowym obrazy Stefana Torellego Wniebowzięcie Marii Panny i Męczeństwo św. Andrzeja,
- poliptyk fromborski – z późnogotycką rzeźbą Madonny z Dzieciątkiem. Po bokach figury ojców kościoła, a na skrzydłach częściowo zachowane płaskorzeźby z wizerunkiem scen Maryjnych i malowidłami Męki Pańskiej,
- rzeźbiona i malowana nastawa dawnego ołtarza głównego, wykonana w 1504 w Toruniu na zamówienie biskupa Łukasza Watzenrodego
- późnobarokowe intarsjowane stalle z baldachimem zrealizowane w latach 1734–1738 przez Krzysztofa Sanda wg projektu K. Peuckera
- 16 ołtarzy bocznych z XVII w. z cennymi obrazami.

### Kaplice
- Gotycka kaplica św. Jerzego z przełomu XV i XVI w. zwana polską, w której od 1639 do XIX w. z polecenia bpa Mikołaja Szyszkowskiego odprawiano nabożeństwa dla ludności polskiej, zwieńczona attyką[5].

- kaplica Zbawiciela przy elewacji południowej katedry ufundowana została przez biskupa warmińskiego Szembeka. Budowę jej rozpoczęto w 1732, a w 1735 była konsekrowana. Wnętrze kaplicy malował Maciej Jan Meyer, a kutą bramę wykonał Jan Schwartz z Reszla.

### Epitafia
- malowane epitafium kanonika Bartłomieja Boreschowa z 1426
- płyty grobowe biskupów warmińskich
- epitafium Mikołaja Kopernika z 1735, kanonika, kanclerza kapituły warmińskiej

### Organy

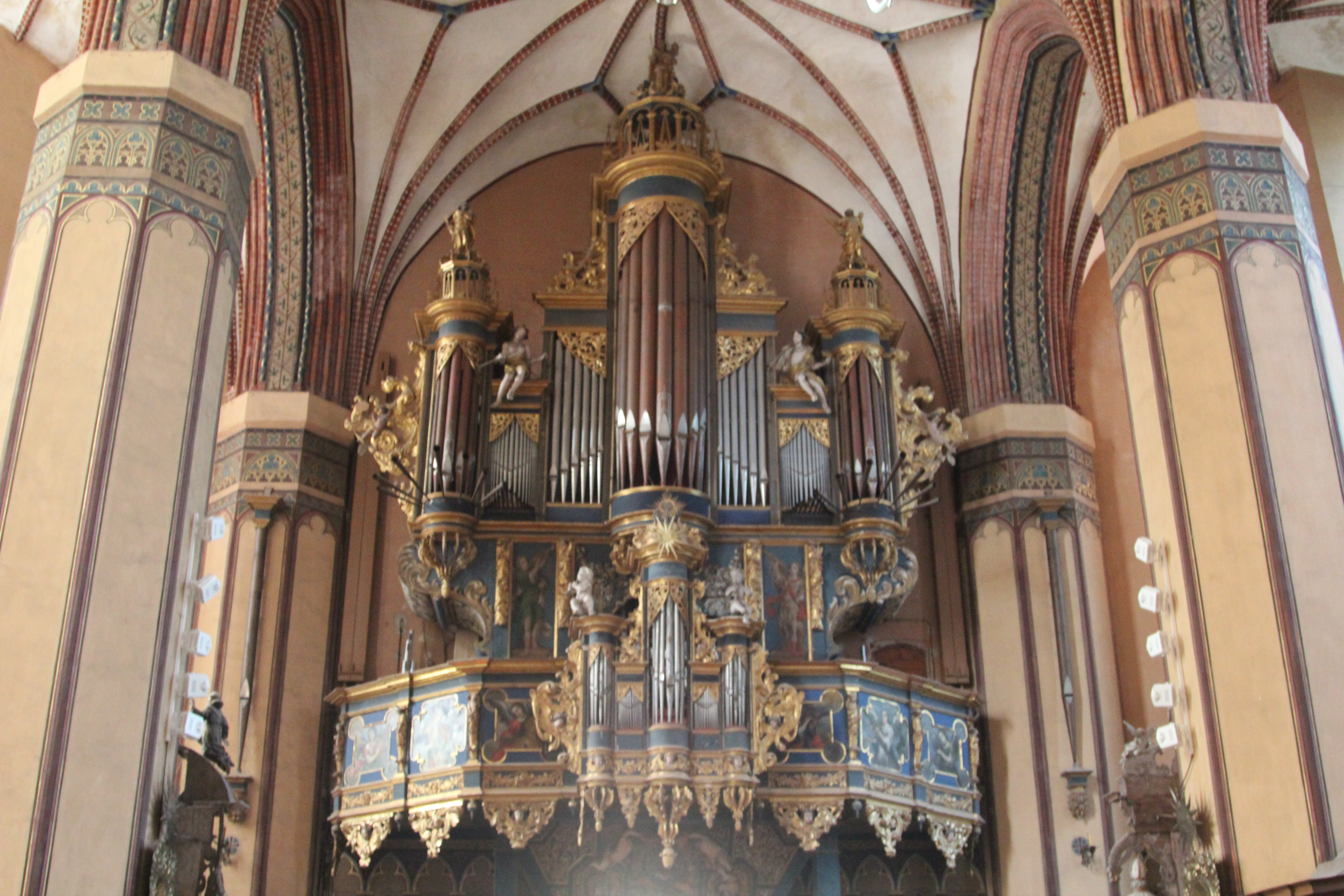
Organy

Stare organy wywiezione zostały przez Szwedów w czasie wojny polsko-szwedzkiej. Kapituła warmińska 29 lutego 1683 zawarła umowę z organomistrzem Danielem Nitrowskim z Gdańska, na wykonanie nowych organów. Kontrakt został zrealizowany w 1684, a w 1685 zyskały one barokową dekorację malarską wykonaną przez Jerzego Pipera z Lidzbarka Warmińskiego
W roku 1934, po licznych przebudowach organów Nitrowskiego, zdecydowano o remoncie instrumentu. Organmistrz E. Kemper zdecydował się jednak na budowę nowych organów o trakturze elektropneumatycznej z wiatrownicami systemu woreczkowo–wentylowego. Piękny barokowy prospekt postanowiono zachować. Organy Kempera okazały się rozmiarami znacznie większe od instrumentu Nitrowskiego: posiadały 43 głosy rozmieszczone także poza szafą organową. Stół gry połączono elektrycznie z organami i umieszczono go na posadzce katedry. W tym czasie Kemper wybudował również 13-głosowe organy chórowe, również połączone elektrycznie ze stołem gry, wspólnym dla obu instrumentów. Podczas II wojny światowej organy zostały zniszczone. W 1946 opiekę nad katedrą fromborską przejęli księża Salezjanie. W 1960 ks. Józef Sianko, salezjanin metodą gospodarczą doprowadził oba instrumenty katedralne do stanu używalności. Pod koniec lat 70. XX w. pod nadzorem i według projektu prof. Jana Jargonia z Krakowa firma Kamińskich z Warszawy dokonała przeszeregowania dyspozycji, niektóre głosy wymieniono na inne, wykonane z wartościowszych materiałów. W tym czasie firma Kamińskich dobudowała do organów głównych dodatkową sekcję Brustwerku o 7 głosach, sterowaną IV manuałem oraz dzwony rurowe sterowane III manuałem, a organy chórowe zostały powiększone z 13 do 16 głosów. W ten sposób osiągnięto 66 głosową dyspozycję głosową.
Z okazji świąt Bożego Narodzenia 2013 organy otrzymały odnowioną klawiaturę pedałową oraz nową ławkę z możliwością regulacji wysokości siedzenia. Prace wykonała firma Cynar z Wrocławia.
| I Positiv C–f³ |                  |    |
| 1.             | Kwintadena       | 8′ |
| 2.             | Rurflet          | 8′ |
| 3.             | Pryncypał        | 4′ |
| 4.             | Gemshorn         | 4′ |
| 5.             | Oktawa           | 2′ |
| 6.             | Flet             | 1′ |
| 7.             | Tercjan II       |    |
| 8.             | Mixtura acuta IV |    |
| 9.             | Róg krzywy       | 8′ |
|                | Tremolo          |    |

| II Hauptwerk C–f³ |               |        |
| 10.               | Kwintadena    | 16′    |
| 11.               | Pryncypał     | 8′     |
| 12.               | Flet otwarty  | 8′     |
| 13.               | Gemshorn      | 8′     |
| 14.               | Oktawa        | 4′     |
| 15.               | Flet kryty    | 4′     |
| 16.               | Kwinta        | 2 2/3′ |
| 17.               | Oktawa        | 2′     |
| 18.               | Mixtura V     |        |
| 19.               | Trąbka hiszp. | 8′     |
| 20.               | Trąbka franc. | 4′     |

| III Schwellwerk C–f³ |                 |     |
| 21.                  | Flet kryty      | 8′  |
| 22.                  | Salicjonał      | 8′  |
| 23.                  | Unda maris      | 8′  |
| 24.                  | Prync. włoski   | 4′  |
| 25.                  | Rurflet         | 4′  |
| 26.                  | Flet leśny      | 2′  |
| 27.                  | Sesquialtera II |     |
| 28.                  | Mixtura V       |     |
| 29.                  | Cymbel III      |     |
| 30.                  | Dulcjan         | 16′ |
| 31.                  | Obój            | 8′  |
| 32.                  | Szałamaja       | 4′  |
| 33.                  | Dzwony          |     |
|                      | Tremolo         |     |

| IV Brustwerk C–f³ |                 |        |
| 34.               | Flet kryty      | 8′     |
| 35.               | Flet            | 4′     |
| 36.               | Pryncypał       | 2′     |
| 37.               | Kwinta          | 1 1/3′ |
| 38.               | Oktawa          | 1′     |
| 39.               | Terc-cymbel III |        |
| 40.               | Vox humana      | 8′     |
|                   | Tremolo         |        |

| Pedalwerk C–f1 |             |         |
| 41.            | Pryncypał   | 16′     |
| 42.            | Subbas      | 16′     |
| 43.            | Bas kwint.  | 10 2/3′ |
| 44.            | Oktawa      | 8′      |
| 45.            | Flet kryty  | 8′      |
| 46.            | Chorałbas   | 4′      |
| 47.            | Alikwoty IV |         |
| 48.            | Mixtura V   |         |
| 49.            | Puzon       | 16′     |
| 50.            | Trąbka      | 4′      |

## Inne
- kult obrazu bł. Doroty z Mątowów
- przy katedrze rośnie potężny dąb szypułkowy Mikołaj o obwodzie 734 cm (2011), którego wiek szacowny jest na 500 lat; jego stan zdrowotny jest zły[7]

## Filatelistyka
Poczta Polska wyemitowała 1 czerwca 1971 znaczek pocztowy przedstawiający katedrę fromborską o nominale 4 zł, w serii Na szlaku Kopernika. Druk w technice offsetowej na papierze kredowym. Autorem projektu znaczka był Andrzej Heidrich. Znaczek pozostawał w obiegu do 31 grudnia 1994.